# ميلينا ملكة الجبل الأسود
كانت ميلينا بتروفيتش نييغوش (اسمها قبل الزواج فوكوتيتش، بالسيريلية الصربية: Милена Петровић-Његош؛ 4 مايو 1847 - 16 مارس 1923) الملكة القرينة الوحيدة للجبل الأسود بصفتها زوجة نيكولا الأول (28 أغسطس 1910 - 26 نوفمبر 1918). كانت وصية على الجبل الأسود أثناء غياب زوجها في عامي 1869 و1883. كما شغلت منصب الوصي الفخري للملك الفخري المنفي مايكل في 1922-1923.

## الحياة المبكرة
وُلدت ميلينا في قرية تشيفو بالجبل الأسود، وكانت ابنة فويفود (القائد) بيتار فوكوتيتش وزوجته جيلينا فويفوديتش المولودة في فيش في دانيلوفغراد.
كان والدها أحد أكبر ملاك الأراضي في الجبل الأسود وصديقًا مقربًا للفويفود ميركو بيتروفيتش-نييغوش الذي قاتل معه في حروب خمسينيات القرن التاسع عشر. قرر الصديقان تعزيز تحالفهما باتحاد أبنائهما. كانت ميلينا، البالغة من العمر ستة أعوام فقط في عام 1853، مخطوبة لابن ميركو الوحيد، نيكولا، البالغ من العمر اثني عشر عامًا. كان نيكولا ابن أخ أمير الجبل الأسود الحاكم دانيلو الأول، الذي لم ينجب، ووريثه.
أُرسلت ميلينا إلى ستينيي في عام 1856، بعد وفاة والدتها، لتتربى في منزل أصهارها المستقبليين. كانت ميلينا أمية إذ نشأت وفقًا للعادات البدائية للجبل الأسود في ذلك الوقت، التي انتشرت حتى بين العائلات المرموقة. نشأت بين عامي 1856 و1860 في منزل ميركو نيكوش، الذي سيصبح حماها بعد وقت قصير، ونشأت جنبًا إلى جنب مع ابنة ميركو، أناستاسيا. باتت قريبة من عائلتها الجديدة خلال تلك السنوات الأربع:
كتب الملك نيكولا لاحقًا: «لقد أحبها أبي وأمي وكأنها ابنتهما». «كان عمي الراحل (الأمير دانيلو) يحبها كثيرًا أيضًا ويعاملها كطفلته، وأظهرت له حبها واحترامها بكل الطرق. كانت جميلة جدًا، ورقيقة، ولطيفة، وهادئة، ومتدينة».
نادرًا ما رأت ميلينا زوجها المستقبلي في تلك السنوات. إذ انشغل نيكولا، الذي يكبرها بست سنوات، في هذه الأثناء، بتحصيل العلم أولًا في مدينة ترييستي ولاحقًا في باريس.

## الأميرة والملكة القرينة
أدى اغتيال الأمير دانيلو، في 12 أغسطس 1860، إلى تنصيب نيكولا، على نحو غير متوقع، أميرًا على الجبل الأسود في سن الثامنة عشرة. شعر نيكولا بعد فترة وجيزة بدنو الأجل، جراء إصابته بالتهاب رئوي. عندما تعافى، تقرر ترتيب زواجه في أقرب وقت ممكن من أجل توفير وريث للجبل الأسود. سافر والد ميلينا إلى سان بطرسبرغ وأبلغ القيصر ألكسندر الثاني ملك روسيا، وهو أعظم حليف ومؤيد للجبل الأسود، بالزواج.
تزوجت ميلينا في ستينيي، في 8 نوفمبر 1860، عن عمر يناهز 13 عامًا بالأمير نيكولا الأول ملك الجبل الأسود، الذي كان يبلغ من العمر 19 عامًا آنذاك، وأصبح لاحقًا في عام 1910 الملك. كان حفل الزفاف سهلًا أمره إذ انعقد في كنيسة فلاش في وادي لوفتشين. قام الزواج على السياسة: فقد لعبت عائلتها دورًا مهمًا في سياسة الجبل الأسود، وأسسوا صداقة مع عائلة زوجها بيتروفيتش-نييغوش.
كانت السنوات الأولى لميلينا كأميرة قرينة قاسية، إذ لم تبلغ سوى المراهقة المبكرة وقت زواجها. كانت عديمة الخبرة وذات شخصية منعزلة طغت عليها بادئ الأمر الأميرة دارينكا، أرملة الأمير دانيلو المقرب لنيكولا. لم تنجب أي أطفال خلال السنوات الأربع الأولى من زواجها. تلقت دروسها في اللغة الصربية وتعلمت الفرنسية.
أثبتت ميلينا نفسها بعد رحيل دارينكا عن الجبل الأسود إلى الأبد في عام 1867. أنجبت ميلينا أول أطفالها الإثني عشر في عام 1865. أنجبت أربع بنات إحداهن بعد الأخرى بين عامي 1865 و1869، والابن الذكر ووريث العرش، واسمه الأمير دانيلو، عام 1871، وتبعه سبعة أطفال آخرين. توطدت علاقة ميلينا بزوجها بمرور الوقت وأصبحت محترمة ومؤثرة.
تولت ميلينا مسؤولية شؤون المحكمة بينما كان زوجها في زياراته إلى الإمبراطورية النمساوية المجرية وروسيا في شتاء عامي 1868 و1869.
عُينت وصية على العرش عندما زار نيكولا روسيا عام 1869. كما شغلت منصب الوصي خلال زيارة نيكولا إلى القسطنطينية في عام 1883.
كانت قد زارت إسطنبول مع زوجها بعد دعوة السلطان عبد الحميد عام 1899. وكانت من الأجانب الذين أتيحت لهم الفرصة لدخول الحرملك.